# Parschlug
Parschlug är en ort i kommunen Kapfenberg i distriktet Bruck-Mürzzuschlag i förbundslandet Steiermark i Österrike. 
Parschlug var tidigare en självständig kommun, men blev 1 januari 2015 en del av Kapfenberg. Kommunen bestod av tre orter (Ortschaften) (inom parentes invånarantal 1 januari 2024):
- Göritz (595)
- Parschlug (1 161)
- Pönegg (8)